# Carapibus
Vista da praia
Carapibus é uma praia brasileira situada no município de Conde, Litoral Sul Paraibano, região Metropolitana de João Pessoa. Situada cerca de 20 km de distância de João Pessoa, 20 minutos de carro ou 40 minutos de ônibus, a praia é uma das mais belas do Nordeste.

## Etimologia
Carapebus (a grafia original e preconizada é com "e") vem do tupi cara + pega + u e significa "rio do acará-peba" em referência a uma espécie de carapeba. Há outras localidades litorâneas no Brasil com esse nome, uma num estado do Rio de Janeiro o e outra no Espírito Santo.

## Características
Possui uma grande barreira de corais que, nos períodos de maré baixa, forma lindas piscinas onde os banhistas podem aproveitar a beleza natural e tranquilidade do local ao lado dos peixes e caranguejos que habitam o local.

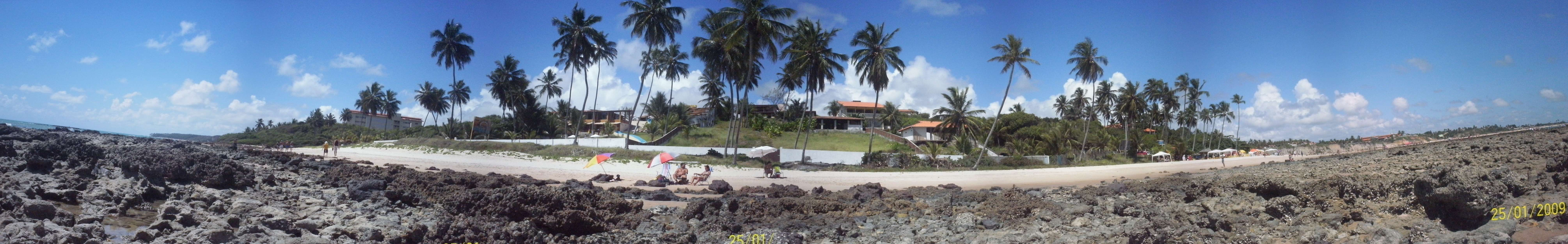
Praia de Carapibus.

## Galeria

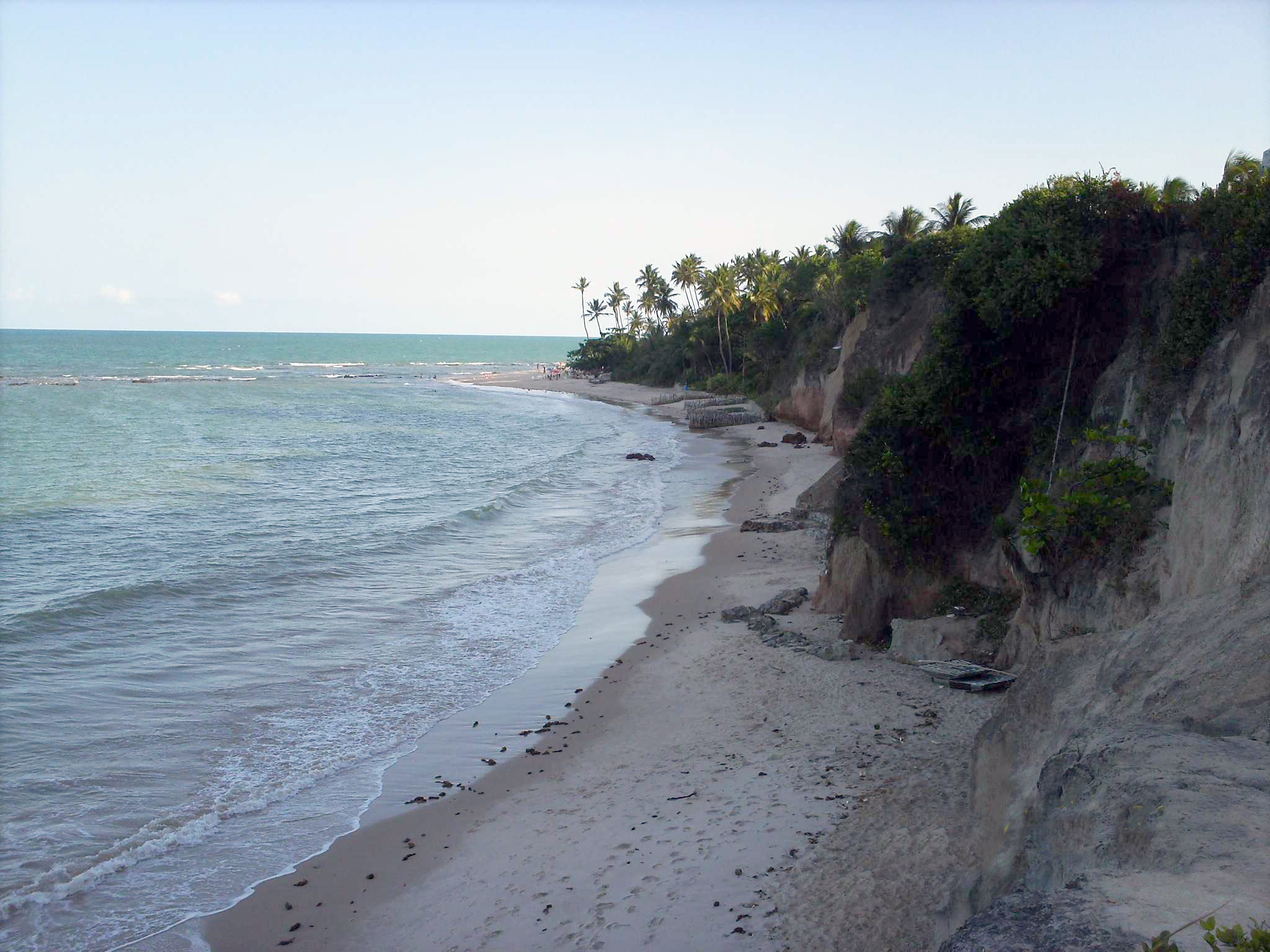
Vista de cima da falésia
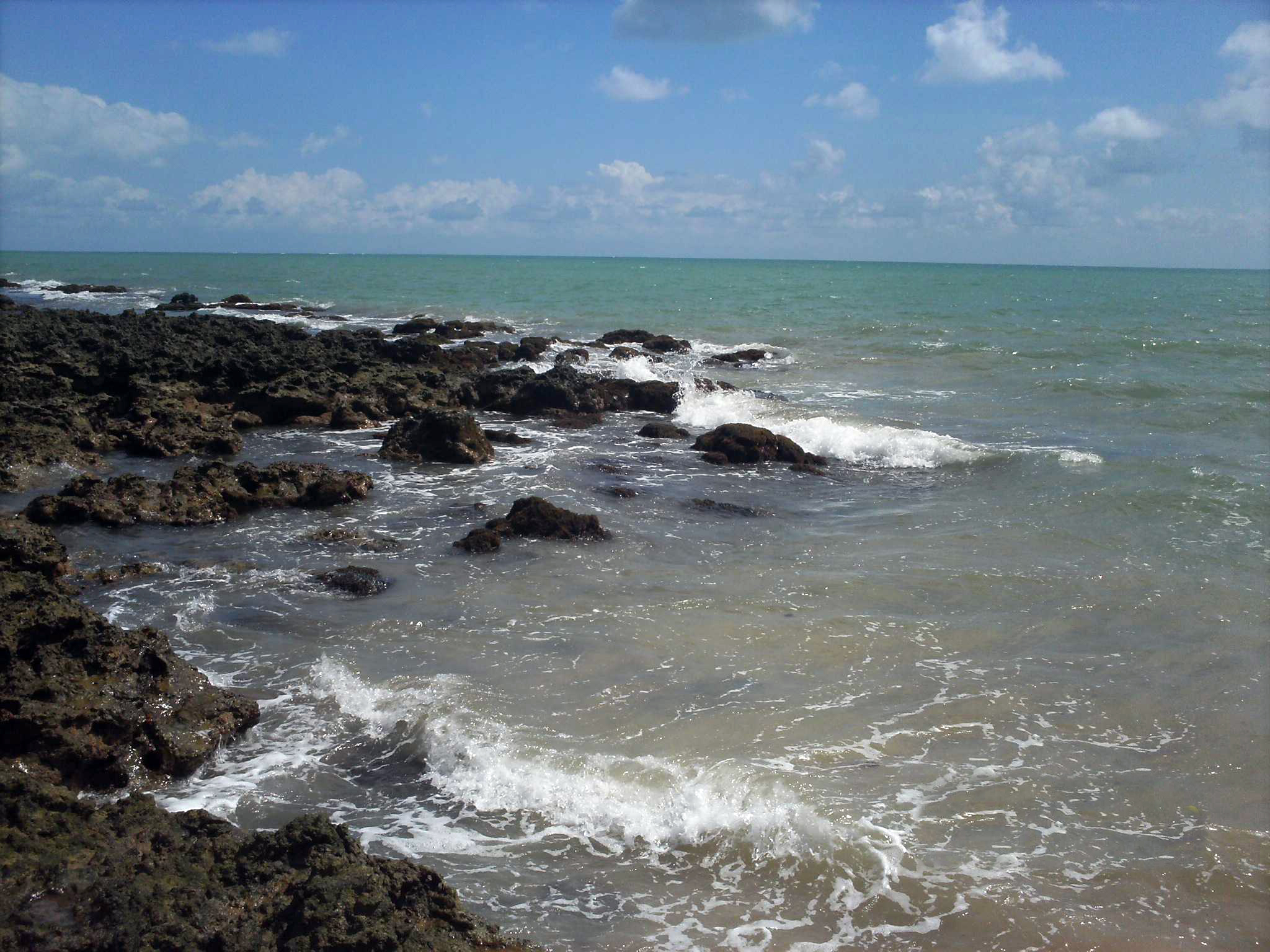
Ondas arrebentando na extensa barreira de corais
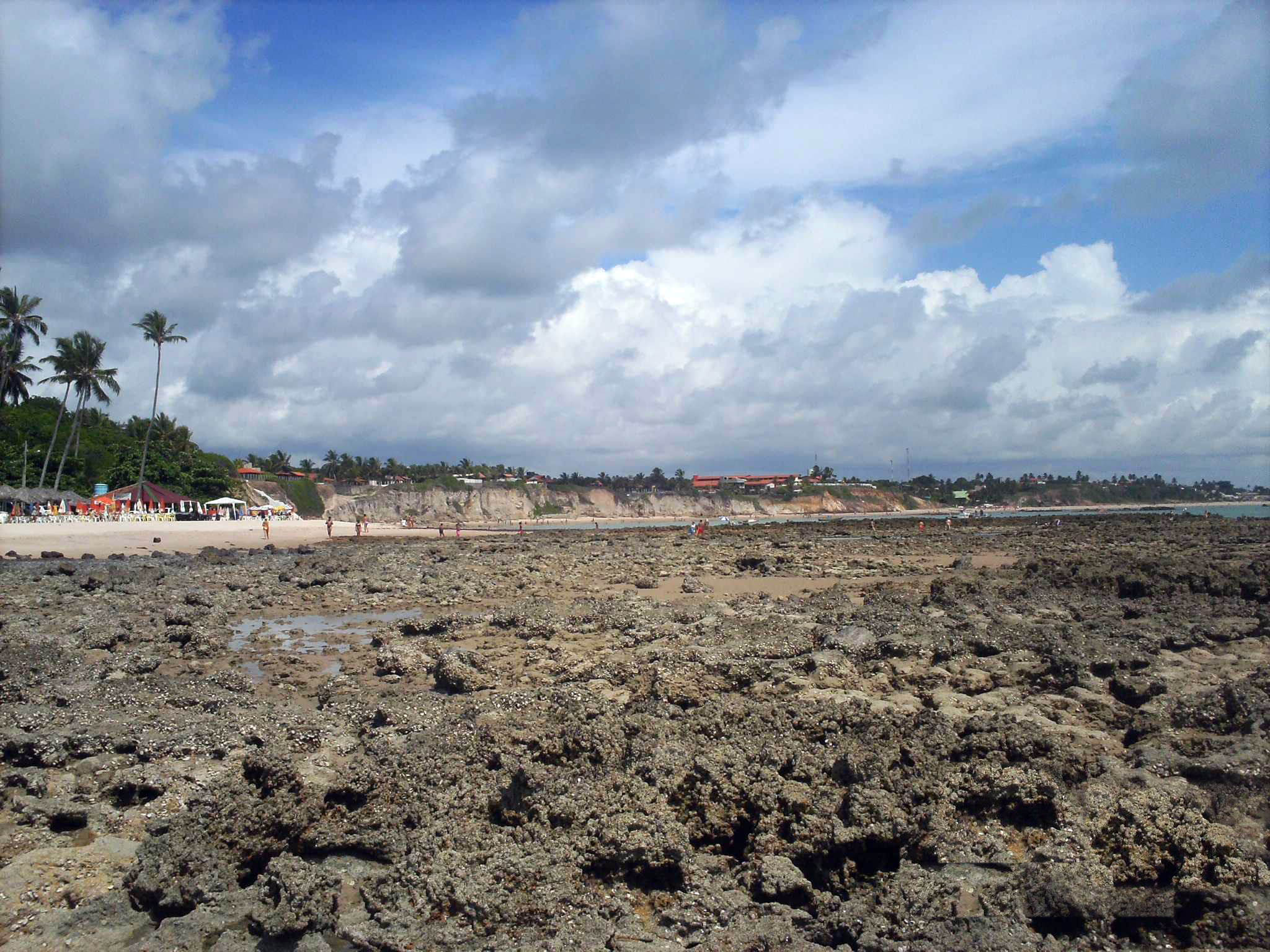
Ao fundo falésia de Carapibus e bares
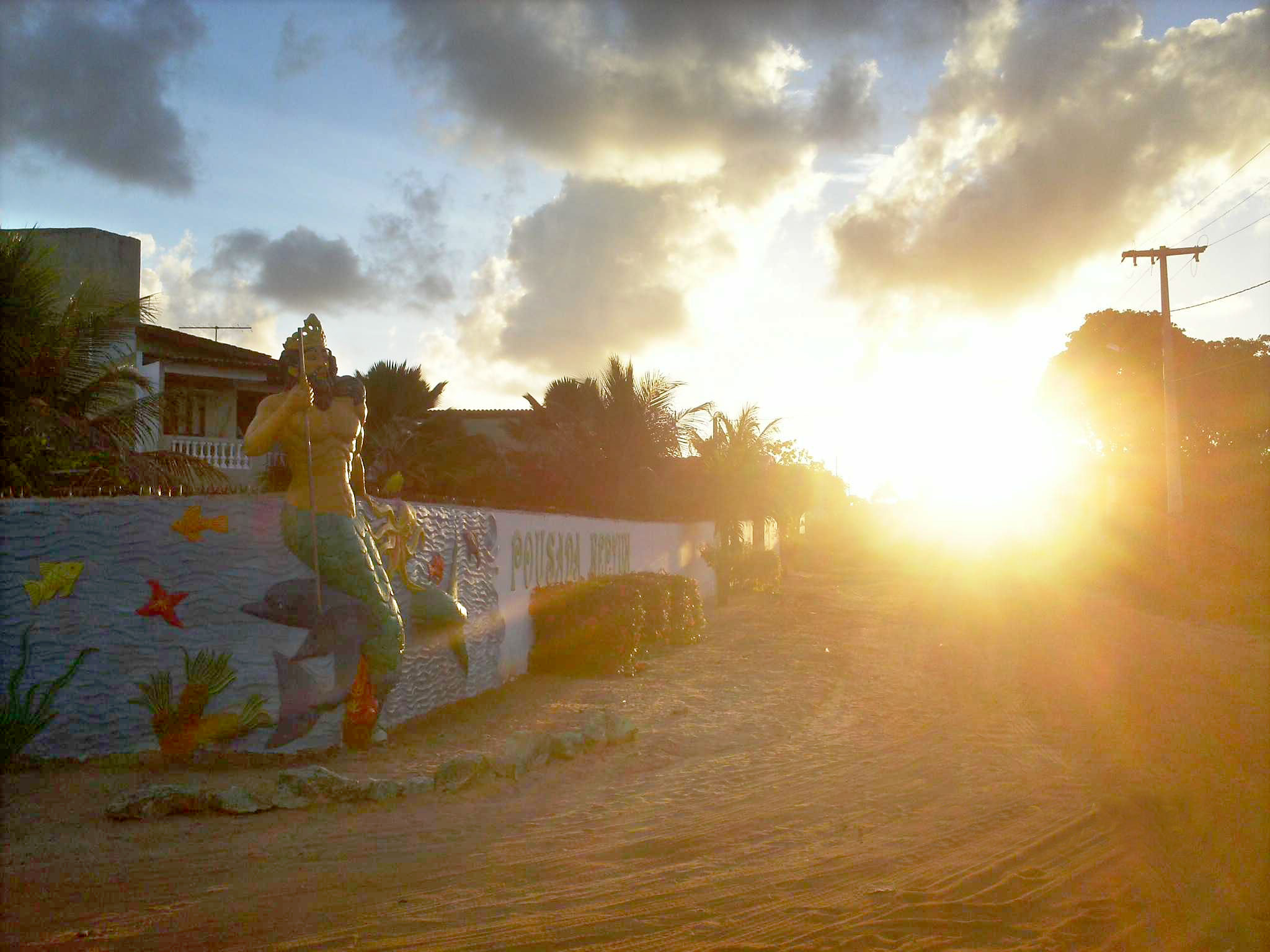
Pôr-do-sol

| Oceano Atlântico                        |                             |                                           |
| precedida por: Praia de Jacumã ( Conde) | Praia de Carapibus ( Conde) | sucedida por: Praia de Tabatinga ( Conde) |